# Barkhyttan
Barkhyttan är en bebyggelse längs E16 och öster om Dammsjön i Hofors kommun. Från 2015 avgränsar SCB här en småort.
Norr om byn ligger Högståsen och just väster om Dammsjön ligger Översjön.